# Obergruppenführer

Límcové označení používané po roce 1942.

Obergruppenführer byla hodnost příslušníků paramilitárních jednotek NSDAP. Tato hodnost byla prvně vytvořena v roce 1932 jako hodnost oddílů SA a do roku 1942 to byla nejvyšší hodnost SS hned po hodnosti Reichsführer-SS (Heinrich Himmler). Hodnost lze přeložit do češtiny jako „Vyšší vůdce skupiny“.
Hodnost Obergruppenführer v rámci SA byla udělována důstojníkům Oberste SA-Führung (Nejvyšší velení SA) a také některým ostříleným veteránům ve vedení SA-Gruppen (SA skupin). Hodnost Obergruppenführer nahrazovala v hodnostním systému starší hodnost Gruppenführer.
Jako hodnost SS, byla hodnost Obergruppenführer vytvořena během expanze a reorganizace SS pod vedením říšského vůdce SS Heinricha Himmlera. Himmler byl jedním z prvních důstojníků SS, kterým byla hodnost SS-Obergruppenführer udělena.

## Držitelé
Hodnosti Obergruppenführer dosáhlo několik známých příslušníků SS, jako například:
| - Max Amann - Erich von dem Bach-Zelewski - Gottlob Berger - Wilhelm Bittrich - Theodor Eicke - Hermann Fegelein - Hans Frank - Karl Hermann Frank | - Herbert Otto Gille - Odilo Globocnik - Konrad Henlein - Rudolf Hess - Reinhard Heydrich - Hermann Höfle - Hans Jüttner | - Ernst Kaltenbrunner - Hans Kammler - Werner Lorenz - Carl Oberg - Fritz Sauckel - Julius Schaub - Felix Steiner - Karl Wolff |